# マジカルウィッチコンチェルト
『マジカルウィッチコンチェルト』 (MAGICAL WITCH CONCERTO) は、アダルトゲームメーカーであるアトリエかぐや TEAM HEART BEATが2009年6月26日に発売した18歳以上向け恋愛アドベンチャーである。

## 概要
本作は『アイオーン・シリーズ』の一作で『ダンジョンクルセイダーズ2 〜永劫の楽土〜』から月日が経った頃の話であり、作中に登場するロゼは同一人物である。

## ストーリー
アイオーン中央大陸南部に位置し、「白竜・セルフィード伝説」でも知られている南海群島・セルフィード群島。その群島に設立され、召喚学で有名で女学校である「セルフィード魔法学園」。この学園では少女たちが日々召喚魔法の習得に励んでいた。
卒業を来年に控えながらも未だに使い魔を召喚できなく、ルームメイトでもあるフランチェスカ・クロエ・ナタリアの3人の少女は、ある日召喚魔法を発動させた際、一人の少年・リオを召喚したが、リオは召喚される前の記憶を失っており、3人と共同生活を送る事となった。

## 登場キャラクター

### 主要人物
リオ
猫の耳と尻尾を持つ少年。フランチェスカ・クロエ・ナタリアの3人同時による召喚魔法で召喚された。召喚される前の記憶を失っており、3人と一緒に同居することになった。
相手の魔法を大幅に増幅させることのできる特性を持っている。女人制であるセルフィード学園において唯一の男性で、しかも美少年なため、全女学園生の人気者となる。
フランチェスカ・アークライト
リオのマスターの一人でセルフィード魔法女学園生徒会長。性格は良く言えば「明るい」、悪く言えば「能天気」で、毎朝校門前での遅刻寸前での猛ダッシュと、ナタリア達風紀委員とのやり取りは朝の風物詩となっている。
体力は人一倍あり、「動かないと死んでしまう」と言われているくらい何かと動き回り、セルフィード群島を遠泳で制覇したという偉業を成し遂げている。
クロエ・ニーヴン
リオのマスターの一人で古書管理委員会委員長。一度読んだ本の内容は完全に覚えているという特技を持ち、いつも落ち着いていてクールな雰囲気を持っているため後輩から慕われている。だが、手先が不器用で魔法陣すら満足に描けず、日常生活においてはダメであり、立場が悪くなると何かと屁理屈を言う。
ナタリア・エッフェンベルグ
リオのマスターの一人で風紀委員書記。とある王国の貴族階級出身。社会勉強のため留学してきた。勤勉で公平な性格で、特別扱いを嫌い、寮に入って生活している。
毎朝のフランチェスカとのやり取りに頭を痛め、とある理由でフランチェスカとクロエが同室になる際、見張り役として共同生活を強いられる羽目となり、度々貧乏くじを引く苦労人。

### その他
フローラ・メイフィールド
エルグランド魔法王国出身の精霊族の後輩。フランチェスカを慕っている。生粋のレズで、いつもフランチェスカに対し邪な妄想を抱いている。
エルグランドに居たころは様々な魔法実験をしてたことから「マジカルフローラちゃん」の悪名で呼ばれており、現在も怪しげなマジックアイテムを作っている。本当は使い魔を召喚できるほど魔力は高いが、フランチェスカに遠慮して未だに召喚していない。
エル・キャンベル
古書管理委員会委員でクロエを慕っている。かなりの腹黒で時々クロエを想うあまり怪しげな行動をする。リオに対してもあまり友好的ではなく、時々殺意をはらんで呪いをかけようとする。
フローラとはルームメイトの仲でもあり、フローラ同様、本当は使い魔を召喚できるほど魔力は高いが、クロエに遠慮して未だに召喚していない。
ヘルガ・ヘッセ
セルフィード魔法女学園前生徒会長。フランチェスカを生徒会長に推薦した張本人。容姿端麗・成績優秀で性格も良く、全女生徒から「お姉ちゃん」として慕われている。
トリストメギス
ヘルガの使い魔で、高位にあたる「竜」の使い魔。全校の使い魔たちの良き相談相手であり、リオに対しても時々相談に乗っている。
ロゼ
セルフィード魔法女学園公務員。その正体は放浪のモンスターハンター。依頼によりセルフィード群島に棲息する魚竜の討伐のために滞在しており、それまでの間、公務員として勤務している。
『ダンジョンクルセイダーズ2』のロゼと同一人物で、前回の舞台であるグラキエストからそのままセルフィード群島に来ていた。

## スタッフ
- 原画 - M&M
- シナリオ - 神無月ニトロ、もみあげルパンR、速水漣